# 北海道道532号岩部渡島福島停車場線
北海道道532号岩部渡島福島停車場線（ほっかいどうどう532ごう いわべおしまふくしまていしゃじょうせん）は、北海道松前郡福島町内を結ぶ一般道道（北海道道）である。

## 概要
崖のすぐ横を通る路線のため落石の発生が多く、覆道が多数設置されている。

### 路線データ
- 起点：北海道松前郡福島町岩部
- 終点：北海道松前郡福島町福島（旧JR北海道 松前線 渡島福島駅跡）
- 総延長：8.697 km
- 実延長：8.677 km
- 重用延長：0.020 km

### 道路管理者
- 渡島総合振興局 函館建設管理部 松前出張所

## 歴史
- 1966年（昭和41年）3月31日 - 路線認定[1]。
- 1988年（昭和63年）2月1日 - 松前線の廃線に伴い、渡島福島駅は廃駅となる。

## 路線状況

### 道路施設

#### 主なトンネル
- 岩部トンネル（66 m、福島町岩部） 1955年（昭和30年）開通。
- 女朗岬トンネル（36 m、福島町日の出） 1954年（昭和29年）開通。

廃止されたトンネル
- 滝の下トンネル（18 m、福島町日の出） 1956年（昭和31年）開通、1986年（昭和61年）頃開削撤去。

#### 主な橋梁
- 岩部橋（21 m、岩部川、福島町岩部）
- 板橋（22 m、板橋川、福島町浦和 - 福島町塩釜）
- 中塚橋（99 m、福島川、福島町月崎 - 福島町福島）

#### 常設型ゲート
- 岩部ゲート（福島町岩部46）
- 浦和ゲート（福島町浦和37）
- 塩釜ゲート（福島町塩釜244）

#### 覆道
- ロックシェッド：13箇所
- スノーシェッド：1箇所

## 地理

### 通過する自治体
- 渡島総合振興局
  - 松前郡福島町

### 交差する道路
福島町
- 国道228号 - 福島

### 沿線にある施設など
福島町
- 岩部漁港
- 浦和漁港
- 福島漁港
- 福島町役場